# Pati
|  | Aquest article tracta sobre lloc a l'interior d'un edifici. Si cerqueu lloc temps de descans entre classes que es duu a terme a l'escola, vegeu «pati (espai de joc)». |

Un pati, era (del llatí pac a través de l'occità pàtu) o cortil en alguerés és una zona sense ensostrar a l'interior d'un edifici. En una casa, el pati pot ser emprat com a lloc d'esplai, oferint seguretat i conservant la intimitat. Pot estar envoltat completament per la resta de peces de l'edifici, o bé per tàpies que el separin d'altres patis veïns o del carrer. Quan el pati se situa a la part lateral o posterior de l'edifici i està comunicat amb aquest també se l'anomena eixida. En tot cas serà una zona sense sostre. Pot tenir alguna part coberta però en aquest cas aquesta zona no tindrà cap separació amb la resta del pati. Com a molt alguna columna o arcada per suportar l'estructura del cobert o porxo.
En edificis alts d'habitatges hi ha patis interiors per il·luminar les habitacions interiors de cada pis (celoberts). El fons del pati serà privat annex a l'habitatge de la planta baixa o primera, serà una zona comuna accessible o tancada, o bé quedarà inaccessible per motius de seguretat. Aquests patis poden coincidir amb altres anàlegs d'edificis veïns i també quedar amb un costat obert al carrer per obtenir més il·luminació.
El sòl dels patis pot estar pavimentat, o posseir una zona enjardinada. En qualsevol cas, sol disposar d'un sistema de drenatge o d'evacuació de l'aigua de pluja per evitar així la seva acumulació. Les cases romanes (Vil·la) solien disposar d'un dipòsit d'aigua, o impluvium, que s'omplia directament amb la pluja.
A Andalusia es dona especial importància als patis i en alguns pobles i ciutats com Còrdova s'organitzen festes i concursos per incentivar-ne cura i decoració.

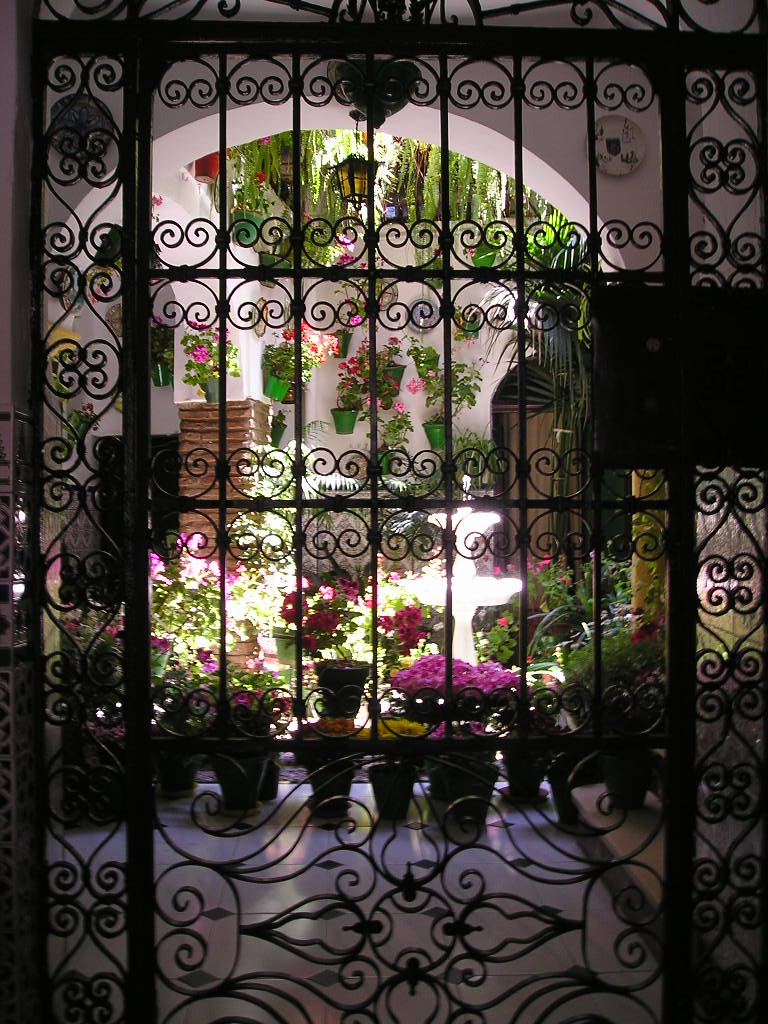
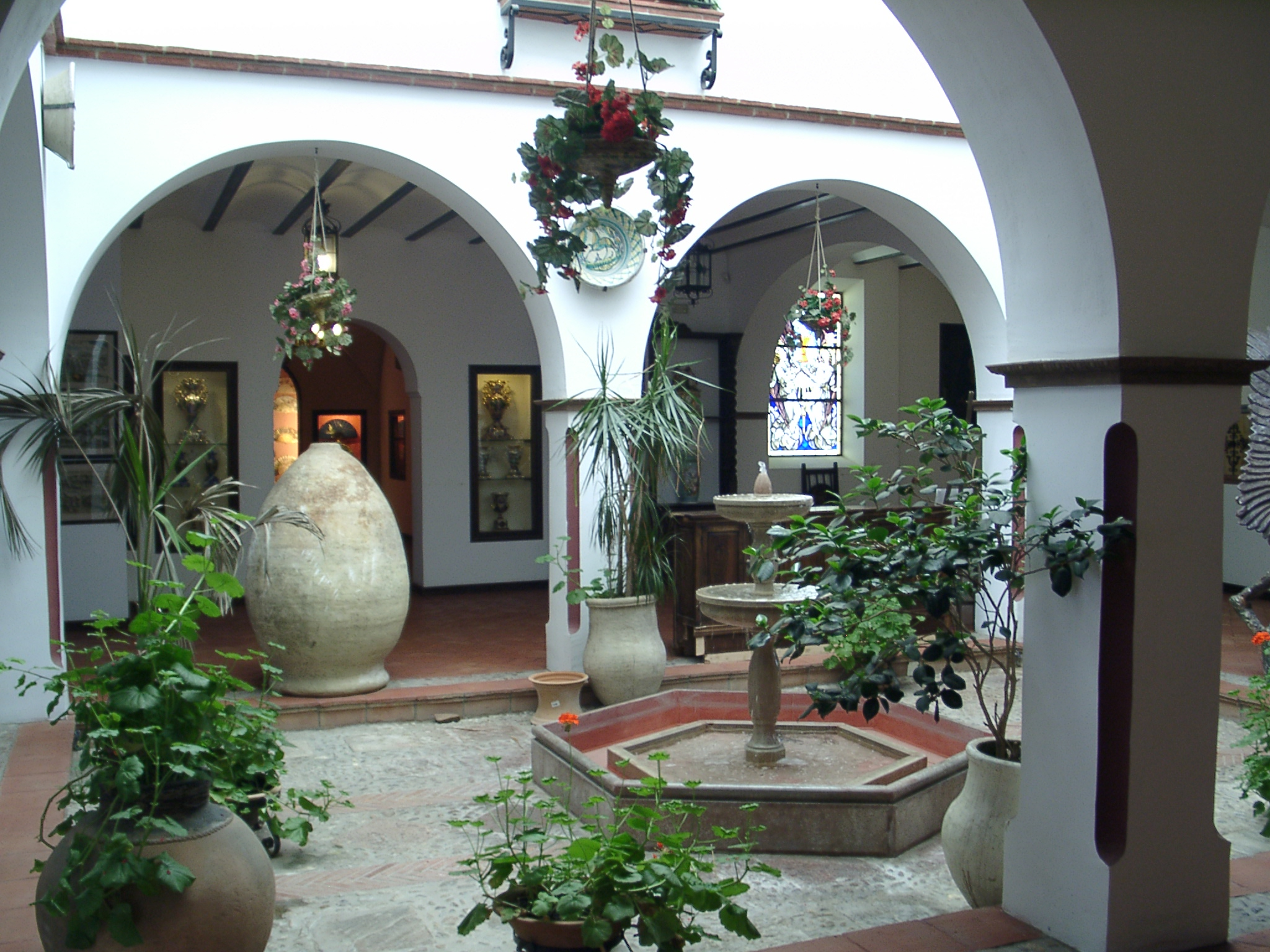